# Galatasaray Spor Kulübü 2023-2024 (pallavolo maschile)
Questa voce raccoglie le informazioni riguardanti il Galatasaray Spor Kulübü nelle competizioni ufficiali della stagione 2023-2024.

## Stagione
Il Galatasaray Spor Kulübü utilizza la denominazione sponsorizzata Galatasaray HDI Sigorta nella stagione 2023-24.
Si classifica al quarto posto nella regular season di Efeler Ligi, accedendo ai play-off scudetto: viene sconfitto prima dall'Halkbank in semifinale e poi dallo Ziraat Bankası in semifinale, classificandosi al quarto posto. Si spinge invece fino ai quarti di finale di Coppa di Turchia, dove viene eliminato dall'Arkas.
Si spinge poi fino alle semifinali di Challenge Cup in ambito europeo, perdendo il doppio confronto con gli italiani del Milano.

## Organigramma societario
Area direttiva
- Presidente: Dursun Özbek

Area tecnica
- Allenatore: Umut Çakır
- Allenatore in seconda: Hüseyin Gültekin
- Assistente allenatore: Furkan Kasap
- Scoutman: Mertcan Kır

## Rosa
| N° | Nome                | Ruolo | Data di nascita   | Nazionalità sportiva |
| -- | ------------------- | ----- | ----------------- | -------------------- |
| 1  | Nikola Mijailović   | S     | 8 agosto 1989     | Serbia               |
| 2  | Jan Hadrava         | O     | 3 giugno 1991     | Rep. Ceca            |
| 5  | Burak Güngör        | S     | 28 luglio 1993    | Turchia              |
| 7  | Ahmet Tümer         | C     | 15 settembre 2001 | Turchia              |
| 9  | Beytullah Hatipoğlu | L     | 24 febbraio 1992  | Turchia              |
| 10 | Muzaffer Yönet      | P     | 18 giugno 1997    | Turchia              |
| 11 | Miran Kujundžić     | S     | 19 giugno 1997    | Serbia               |
| 12 | Aykut Acar          | C     | 14 febbraio 2000  | Turchia              |
| 13 | Oğuzhan Karasu      | C     | 16 giugno 1995    | Turchia              |
| 14 | Selim Kalaycı       | O     | 12 febbraio 2000  | Turchia              |
| 16 | Onur Günaydı        | S     | 28 settembre 2002 | Turchia              |
| 17 | Jan Zimmermann      | P     | 12 febbraio 1993  | Germania             |
| 19 | Ozan Ataseven       | L     | 7 luglio 2004     | Turchia              |
| 23 | Çağatay Durmaz      | C     | 5 aprile 1994     | Turchia              |

## Statistiche

### Statistiche di squadra
| Competizione     | Punti | In casa | In casa | In casa | In trasferta | In trasferta | In trasferta | Totale | Totale | Totale |
| Competizione     | Punti | G       | V       | P       | G            | V            | P            | G      | V      | P      |
| ---------------- | ----- | ------- | ------- | ------- | ------------ | ------------ | ------------ | ------ | ------ | ------ |
| Efeler Ligi      | 53    | 15      | 7       | 8       | 15           | 10           | 5            | 30     | 17     | 13     |
| Coppa di Turchia | 6     | 0       | 0       | 0       | 1            | 0            | 1            | 3      | 2      | 1      |
| Challenge Cup    | -     | 4       | 3       | 1       | 4            | 3            | 1            | 8      | 6      | 2      |
| Totale           | -     | 19      | 10      | 9       | 20           | 13           | 7            | 41     | 25     | 16     |

G = partite giocate; V = partite vinte; P = partite perse

### Statistiche dei giocatori
| Giocatore     | Campionato | Campionato | Campionato | Campionato | Campionato | Coppa di Turchia | Coppa di Turchia | Coppa di Turchia | Coppa di Turchia | Coppa di Turchia | Challenge Cup | Challenge Cup | Challenge Cup | Challenge Cup | Challenge Cup | Totale | Totale | Totale | Totale | Totale |
| Giocatore     | P          | PT         | AV         | MV         | BV         | P                | PT               | AV               | MV               | BV               | P             | PT            | AV            | MV            | BV            | P      | PT     | AV     | MV     | BV     |
| ------------- | ---------- | ---------- | ---------- | ---------- | ---------- | ---------------- | ---------------- | ---------------- | ---------------- | ---------------- | ------------- | ------------- | ------------- | ------------- | ------------- | ------ | ------ | ------ | ------ | ------ |
| A. Acar       | 3          | 0          | 0          | 0          | 0          | 0                | 0                | 0                | 0                | 0                | 4             | 3             | 1             | 1             | 1             | 7      | 3      | 1      | 1      | 1      |
| O. Ataseven   | 7          | 0          | 0          | 0          | 0          | 1                | 0                | 0                | 0                | 0                | 4             | 0             | 0             | 0             | 0             | 12     | 0      | 0      | 0      | 0      |
| Ç. Durmaz     | 23         | 57         | 41         | 12         | 4          | 1                | 1                | 1                | 0                | 0                | 7             | 19            | 14            | 5             | 0             | 31     | 77     | 56     | 17     | 4      |
| O. Günaydı    | 24         | 83         | 69         | 10         | 4          | 2                | 0                | 0                | 0                | 0                | 6             | 26            | 23            | 2             | 1             | 32     | 109    | 92     | 12     | 5      |
| B. Güngör     | 23         | 243        | 197        | 31         | 15         | 3                | 21               | 18               | 3                | 0                | 3             | 23            | 18            | 2             | 3             | 29     | 287    | 233    | 36     | 18     |
| J. Hadrava    | 30         | 570        | 473        | 41         | 56         | 3                | 59               | 50               | 7                | 2                | 8             | 114           | 93            | 13            | 8             | 41     | 743    | 616    | 61     | 66     |
| B. Hatipoğlu  | 30         | 0          | 0          | 0          | 0          | 3                | 0                | 0                | 0                | 0                | 8             | 0             | 0             | 0             | 0             | 41     | 0      | 0      | 0      | 0      |
| S. Kalaycı    | 6          | 5          | 5          | 0          | 0          | 0                | 0                | 0                | 0                | 0                | 5             | 26            | 24            | 1             | 1             | 11     | 31     | 29     | 1      | 1      |
| O. Karasu     | 28         | 194        | 108        | 67         | 19         | 3                | 18               | 15               | 2                | 1                | 7             | 38            | 22            | 15            | 1             | 38     | 250    | 145    | 84     | 21     |
| M. Kujundžić  | 28         | 362        | 306        | 21         | 35         | 2                | 28               | 25               | 2                | 1                | 6             | 76            | 57            | 3             | 16            | 36     | 466    | 388    | 26     | 52     |
| N. Mijailović | 18         | 65         | 52         | 6          | 7          | 2                | 17               | 16               | 0                | 1                | 7             | 80            | 70            | 7             | 3             | 27     | 162    | 138    | 13     | 11     |
| A. Tümer      | 28         | 220        | 151        | 43         | 26         | 3                | 23               | 14               | 4                | 5                | 5             | 28            | 19            | 6             | 3             | 36     | 271    | 184    | 53     | 34     |
| M. Yönet      | 27         | 11         | 2          | 6          | 3          | 2                | 2                | 1                | 1                | 0                | 7             | 11            | 1             | 7             | 3             | 36     | 24     | 4      | 14     | 6      |
| J. Zimmermann | 30         | 47         | 14         | 22         | 11         | 3                | 4                | 2                | 0                | 2                | 8             | 7             | 2             | 1             | 4             | 41     | 58     | 18     | 23     | 17     |

P = presenze; PT = punti totali; AV = attacchi vincenti; MV = muri vincenti; BV = battute vincenti